# Кенні Кресвелл
Кеннет Грант Кресвелл (англ. Kenneth Grant Cresswell; нар. 4 червня 1958, Інверкаргілл, Нова Зеландія) — новозеландський футболіст, півзахисник.

## Клубна кар'єра
Кенні Крессвелл народився 4 червня 1958 року в Інверкаргіллі в Саутленді. У 1976 році приєднався до «Нельсон Юнайтед», того ж року отримав виклик до молодіжної збірної країни. У 1977 році виграв Кубок Нової Зеландії, а наступного року став фіналістом турніру.
У 1981 році приєднався до «Гісборн Сіті». У 1984 році виграв чемпіонат Нової Зеландії. Того ж року допоміг «Гісборн Сіті» дійшов до фіналу кубку країни. Тривалий період часу був капітаном команди, також став віце-чемпіона та вдруге виграв Кубок. Закінчив свою кар'єру наступного року. Згодом став граючим тренером, а потім перейшов на тренерську роботу в Саутленді.

## Кар'єра в збірній
У футболці національної збірної Нової Зеландії дебютував разом з Пітером Сімонсеном 1 жовтня 1978 року в переможному (2:0) поєдинку проти Сінгапуру.
Отримав виклик до національної команди для участі на чемпіонаті світу 1982 року, де зіграв 3 матчі на груповому етапі.
Востаннє футболку національної збірної одягнув 13 листопада 1987 року в переможному (12:0) поєдинку проти Самоа.

## Досягнення
«Нельсон Юнайтед»
- Кубок Нової Зеландії
  -  Володар (1): 1977
  -  Фіналіст (1): 1978

- Ейр Нью-Зіланд
  -  Фіналіст (1): 1979

«Гісборн Сіті»
- Чемпіонат Нової Зеландії
  -  Чемпіон (1): 1984
  -  Срібний призер (2): 1985, 1987

- Кубок Нової Зеландії
  -  Володар (1): 1987
  -  Фіналіст (1): 1984

- Челендж Трофі
  -  Фіналіст (2): 1981, 1985